# マンダレー大学
マンダレー大学（ビルマ語: မန္တလေးတက္ကသိုလ် [màɴdəlé tɛʔkəθò]）とは、ミャンマー・マンダレーにある公立大学。同国で二番目に古い大学であり、北部で最も大きい大学である。リベラルアーツ、自然科学、法学の教育を行っており、学士、修士、博士が取得できる。

## 歴史
この大学は元々マンダレー単科大学として1925年にヤンゴン大学の一カレッジとして設立された。第二次世界大戦の影響により1942年に一旦閉鎖され、1947年に再開された。1958年にはヤンゴン大学から独立し北部唯一の綜合大学となった。マグウェイ大学、タウンギー大学、ミツキーナ大学、シェボ大学のような地域の単科大学はこの大学の一部のカレッジとなった。
1964年に大学教育法が可決されると、この法律によってこの大学はリベラルアーツ、自然科学、法学の専門大学となった。当時存在した薬学部は薬学大学に移管された。1978年にはマンダレー・アーツ科学大学（ビルマ語: မန္တလေး ဝိဇ္ဇာ သိပ္ပံ တက္ကသိုလ်）に改名した。国家平和発展評議会が全権を掌握した1988年に再び現在の名称に改名したが、教育分野は変わっていない。

## 課程
同国の大学制度上はアーツ及び科学の大学に区分され、リベラルアーツと自然科学の課程を設置している。主にBachelor of Arts（BA）と学士（理学）（BSc）が取得でき、この取得年次は3年である。また、BA(Hons)とBSc(Hons)を取得する年次は4年となっている。法学についてはこれらと異なり、5年の課程となっている。
| 課程                 | 学士   | 修士 | 博士 |
| -------------------- | ------ | ---- | ---- |
| ビルマ語学           | BA     | MA   | PhD  |
| 英語学               | BA     | MA   | PhD  |
| 地理学               | BA     | MA   | PhD  |
| 歴史学               | BA     | MA   | PhD  |
| 哲学                 | BA     | MA   | PhD  |
| 心理学               | BA     | MA   | PhD  |
| 法学                 | LLB    |      |      |
| 植物学               | BSc    | MSc  | PhD  |
| 化学                 | BSc    | MSc  | PhD  |
| 数学                 | BSc    | MSc  | PhD  |
| 物理学               | BSc    | MSc  | PhD  |
| 動物学               | BSc    | MSc  | PhD  |
| 経営学修士           | --     | MBA  |      |
| 応用心理学課程       | DA Psy |      |      |
| ビジネス法課程       | DBL    |      |      |
| 英語教育課程         | DELT   |      |      |
| 国際法課程           | DIL    |      |      |
| 東洋学課程           | DOS    |      |      |
| 観光マネジメント課程 | DTSM   |      |      |

## 卒業生
- ヘンリーバンティオ - 政治家
- マウン・マウン - 政治家、元大統領
- トゥン・ティン - 元首相
- ティン・モエ - 詩人
- キン・マウン・トエ - シンガーソングライター
- トゥン・アウン - 政治家
- ヌ・ヌ・イ - 作家
- キン・マウン・セイン - 政治家
- キン・マウン・ニュン - 作家
- サイ・テー・サイン - 歌手
- アウン・サウン - 政治家